# عكة السمن
العُكَّة (الجمع: عُكَكٌ، عِكَاك) هي قربة مصنوعة من جلد الماعز أو الخروف، يحفظ بها سمن حيواني (السمن البلدي أو السمن العربي أو سمن البدو) ؛ كما يسمى في بعض البلدان العربية. 

## صناعة العكة
صناعة العكة تبدأ بالدباغة، وفيها يسلخ الجلد ويضاف إليه الملح لإزالة رائحته، وتستغرق عملية الدباغة تلك يوما أو يومين، وغالبا ما يزال الشعر من الجلد. وعملية الدباغة تتطلب وجود بعض النباتات الخاصة حيث يتم تجفيفها وطحنها ثم تحشى هذه الخلطة في الجلد مع قليل من الماء، ولتخفيف لون الجلد يضاف الماء، ويوضع الجلد بعد ذلك في حفرة في الأرض، وتترك لمدة أسبوعين أو أكثر، مع تعاهد الدباغة كل ثلاثة أيام. بعد ذلك يتم إخراج الحشوة الأولى، وتبديلها بحشوة أخرى جديدة، مع تقليب الجلد وإعادته إلى مكانه، ويمكث المدة نفسها، وبانقضاء المهلة يتم استخراج تلك الجلود وتشطيفها بالماء لتحافظ على هيئتها، وبعد جفافها تخاط بحيث تشكل ما يشبه القربة الكبيرة وتخاط أماكن الاقدام ويترك مكان الرقبة مفتوحا ليوضع به السمن لحفظه، وقد يوضع معه شيء يسير من الدبس الحلو أو العسل.

## العكة في التراث
جاء في بعض أهازيج أهل القبائل العربية الفراتية في سوريا والعراق:
حبك ثريد ولحم ما هو بصل وسلاق
وشوفك عكة سمن تجبر كسير الساق 